# Флаг Новомалыклинского района
Флаг муниципального образования «Новомалыкли́нский район» Ульяновской области Российской Федерации — опознавательно-правовой знак, служащий официальным символом муниципального образования.
Флаг утверждён 27 января 2006 года и внесён в Государственный геральдический регистр Российской Федерации с присвоением регистрационного номера 2230.

## Описание
«Флаг муниципального образования „Новомалыклинский район“ представляет собой прямоугольное полотнище с отношением ширины к длине 2:3, состоящее из двух равновеликих полос: жёлтого (у древка) и белого цветов; в центре полотнища — солнце красного цвета (габаритным размером 2/3 высоты полотнища) с чередующимися прямыми и пламенеющими лучами, в центре диска которого — сноп жёлтого цвета».

## См. также

Флаги муниципальных образований Новомалыклинского района
Флаг Высококолковского сельского поселения
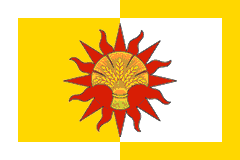
Флаг Новомалыклинского сельского поселения
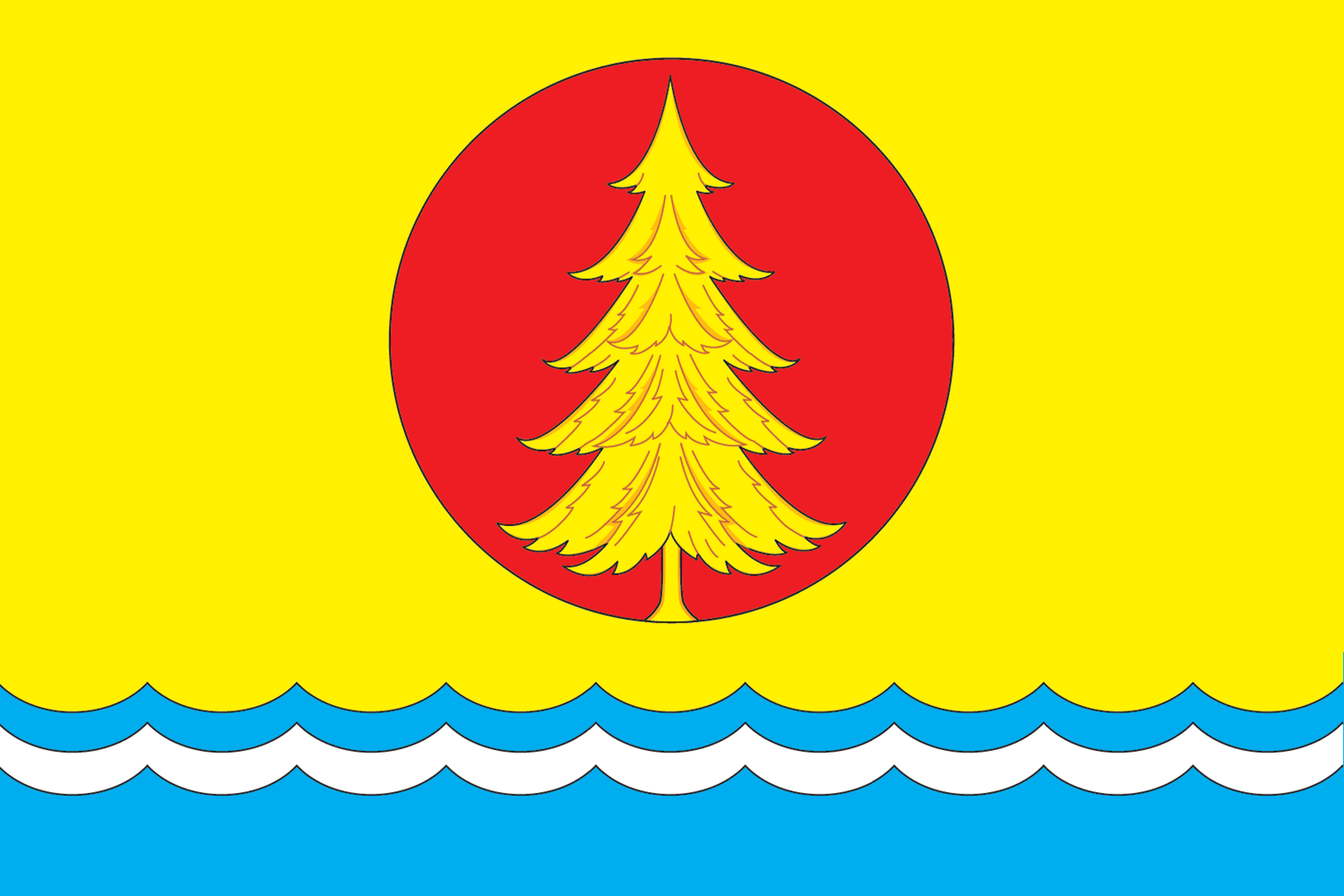
Флаг Новочеремшанского сельского поселения
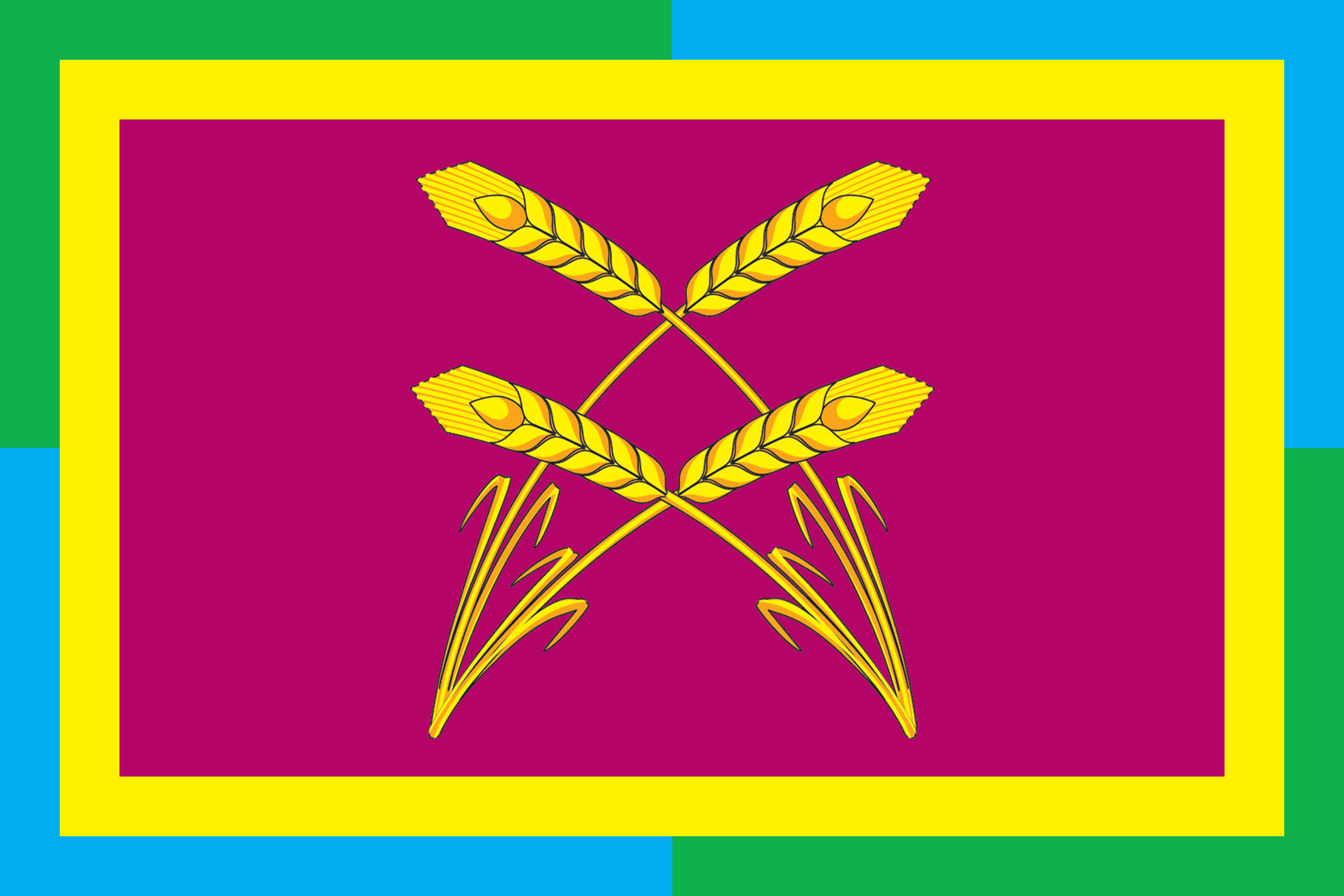
Флаг Среднесантимирского сельского поселения
Флаг Среднеякушкинского сельского поселения